# Желязна врата
 Тази статия е за прохода в Централна Азия.  За пролома в Югоизточна Европа вижте Железни врата.  
Желязна врата (на китайски: 鐵門關; на пинин: Tiĕmén Guān) е проход в Синдзян-уйгурския автономен регион в Китай.
Той пресича планината Тяншан, свързвайки долината около Карашар с основната част на Таримския басейн. Проходът следва течението на река Кайду. В североизточния му край е разположен град Карашар, а в югозападния – Корла.
Желязна врата е стратегически важна точка от древния Път на коприната.